# Rakek
Rakek (pronunciación eslovena: [ˈɾaːkək]; italiano: Recchio) es una localidad eslovena perteneciente al municipio de Cerknica en el suroeste del país.
En 2019, la localidad tenía una población de 2171 habitantes.
Recibe su nombre del río Rak y se menciona por primera vez en documentos en 1300 con el nombre de Rachach. Su principal monumento es la iglesia del Sagrado Corazón, construida en el siglo XVI pero ampliada entre 1935 y 1938 en un proyecto en el que participó el arquitecto Jože Plečnik. La localidad se desarrolló notablemente a partir de 1857, cuando se construyó su estación ferroviaria.
La localidad se ubica en la periferia noroccidental de la capital municipal Cerknica, cerca de la carretera E61 que une Liubliana con Trieste.